# セント・ロー (護衛空母)
セント・ロー (USS St. Lo, AVG/ACV/CVE-63) は、アメリカ海軍の護衛空母。カサブランカ級航空母艦の9番艦。

## 艦歴

### 「ミッドウェイ」として
艦は当初、「チャピン・ベイ（Chapin Bay、アラスカのチャピン湾に由来）」として1943年1月23日にワシントン州バンクーバーのカイザー造船所で起工するが、4月3日に「ミッドウェイ (USS Midway) 」と改名された。
8月17日にハワード・ニクソン・コールター夫人によって進水、1943年10月23日にフランシス・J・マッケンナ大佐の指揮のもと就役した。
「ミッドウェイ」は西海岸での整調後、真珠湾およびオーストラリアへ第65混成飛行団 (VC-65) を乗艦させ補充の戦闘機輸送任務に赴く。6月1日にジェラルド・F・ボーガン少将率いる空母支援グループに加わりマリアナ諸島進攻に参加する。6月15日にはサイパン攻略に加わり航空支援を行う。この作戦行動の中で「ミッドウェイ」は数度の敵襲に遭遇したが、損害は受けずに済んだ。VC-65のFM-2戦闘機は航空偵察任務の間に日本軍機4機撃墜、1機破壊の報告を挙げた。
7月13日にエニウェトク環礁へ補給のため向かい、23日にテニアン攻略に参加する。「ミッドウェイ」は地上部隊のための航空支援と対潜水艦偵察巡航を継続し、7月28日に補給のため同水域を離脱した 。
「ミッドウェイ」はエニウェトク環礁に8月9日まで停泊し、その後アドミラルティ諸島のマヌス島、ゼーアドラー湾に向かい8月13日に到着する。
9月10日に「ミッドウェイ」は第77任務部隊に配属され、モロタイ島攻略に参加する。上陸部隊支援を9月15日に開始し、輸送部隊の援護を22日まで継続した。
燃料および弾薬の補給後、同型艦「ファンショー・ベイ (USS Fanshaw Bay, CVE-70) 」と共に第77.1.2任務隊（または第77任務部隊第1群第2集団）の基幹としてパラオ諸島の航空作戦に従事する。10月3日、モロタイ島沖で日本軍の潜水艦からの攻撃を受けた。「呂41」が艦隊に向け4本の魚雷を発射し、「ミッドウェイ」はこれを回避したものの、一発の魚雷が護衛駆逐艦「シェルトン (USS Shelton, DE-407) 」の船尾に命中した。「シェルトン」は曳航されたものの、浸水がひどく途中で撃沈処分された。
10月7日、「ミッドウェイ」はゼーアドラー湾に帰還した。

### 「セント・ロー」として
10月10日に「ミッドウェイ」は「セント・ロー」と改名された。この艦名は1944年7月18日にアメリカ軍によって占領されたフランスのサン＝ローを記念したもので、「ミッドウェイ」の艦名は建造中の大型空母に与えられることとなった。
「セント・ロー」はゼーアドラー湾を10月12日に出航し、レイテ島攻略に参加する。上陸部隊の上空支援および支援空爆を命じられ、「セント・ロー」はレイテ島に10月18日到着する。レイテ島北東部のタクロバンに対して地上支援の爆撃を行う。「セント・ロー」はクリフトン・スプレイグ少将率いる「タフィー3 Taffy 3」(第77.4.3任務隊)に所属することとなった。同部隊は6隻の護衛空母と、その護衛の駆逐艦3隻、護衛駆逐艦4隻から成るもので、レイテ島東海岸およびサマール島沖で活動する。艦載機部隊は10月18日から24日にかけて編成替えされ、レイテ島およびサマール島の日本軍施設に対し攻撃を行った。

### サマール沖海戦

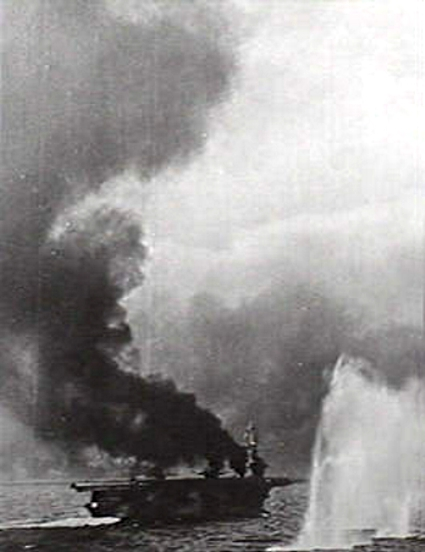
煙幕を張る「セント・ロー」

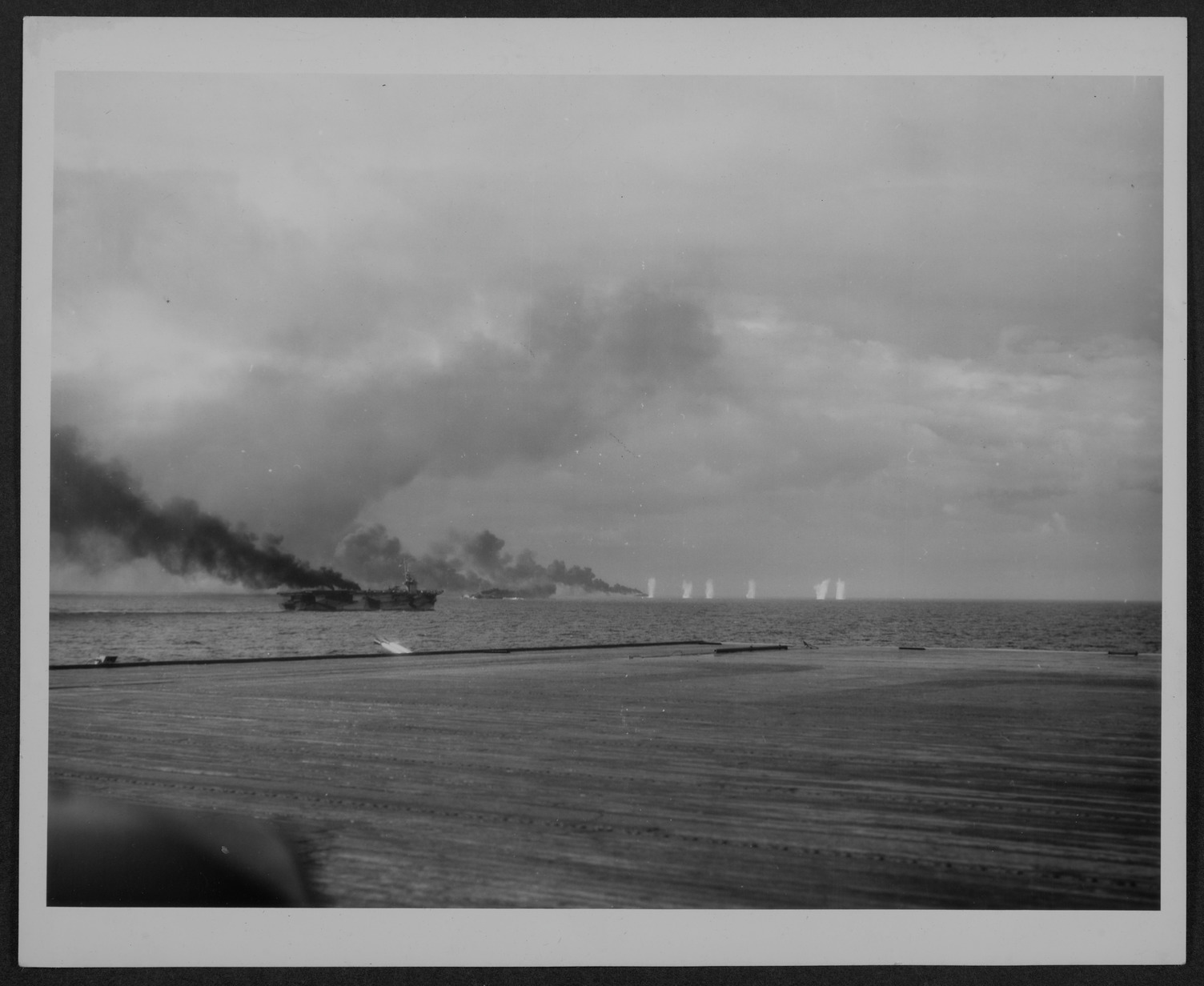
「セント・ロー」から撮影された戦況

10月25日の夜明け前、「セント・ロー」はサマール島東60マイルの水域に向け出航し4機の対潜哨戒機を発艦させた。一方、タフィー3の残りの空母は同日に行われる上陸に先立っての地上攻撃準備を行った。「セント・ロー」から発艦した対潜哨戒機のパイロットであるビル・ブルックス少尉は4隻の戦艦、6隻の巡洋艦、10から12隻の駆逐艦から成る日本艦隊が17マイル西北から接近中であることを報告した。同時に「セント・ロー」の哨戒班は水平線上に日本戦艦独特の上部構造物を発見する。6時47分、サマール沖海戦が始まった。
スプレイグ少将はタフィー3に全速力で南へ回頭を命じたが、栗田健男中将率いる日本艦隊は6時58分に砲撃を開始し、タフィー3を火力、数共に圧倒した。
「セント・ロー」と僚艦の5隻の護衛空母はスコールに紛れて砲撃を回避し、搭載する戦闘機および雷撃機全てに持てる限りの弾薬を積ませ発艦させた。パイロット達は「日本艦隊への攻撃」「レイテ島のタクロバン臨時飛行場に着陸し、弾薬および燃料を補給すること」を命ぜられた。空母部隊は日本の戦艦・巡洋艦からの砲撃に追われ、「セント・ロー」の付近にも次々と着弾し混乱が迅速に広がった。
7時38分の時点で日本の巡洋艦は「セント・ロー」の14,000ヤードまで接近した。「セント・ロー」は日本の砲撃に対し5インチ単装砲で応戦し、利根型重巡洋艦に3発命中の戦果を主張している。続く1時間半、栗田中将の艦隊はタフィー3に接近し、10,000ヤードの距離から「セント・ロー」へ砲撃を加えた。多くの砲弾が付近に着弾、頭上を通過した。
砲撃戦の間、栗田艦隊の砲撃精度を落とすためタフィー3の全艦が煙幕を展開し、駆逐艦・護衛駆逐艦による捨て身の攻撃も栗田艦隊の攻撃を効果的に妨げた。さらにタフィー3だけでなく、南方に位置していたタフィー1およびタフィー2の艦載機も援護に加わった。
アメリカ軍の航空攻撃および駆逐艦・護衛駆逐艦からの攻撃が増し、日本巡洋艦は戦闘を停止し9時20分に北方へ回頭した。しかし日本駆逐艦が9時15分に10,500ヤードの距離からタフィー3に対し魚雷攻撃を開始していた。「セント・ロー」の艦載機TBMのパイロット、ワルドロップ少尉は機銃掃射で二発の魚雷を爆破した。
一連の戦闘でタフィー3は護衛空母「ガンビア・ベイ (USS Gambier Bay, ACV-73) 」、駆逐艦「ジョンストン (USS Johnston, DD-557) 」「ホーエル (USS Hoel, DD-533) 」、護衛駆逐艦「サミュエル・B・ロバーツ (USS Samuel B. Roberts, DE-413) 」を失った。

### 喪失 (神風特別攻撃隊)

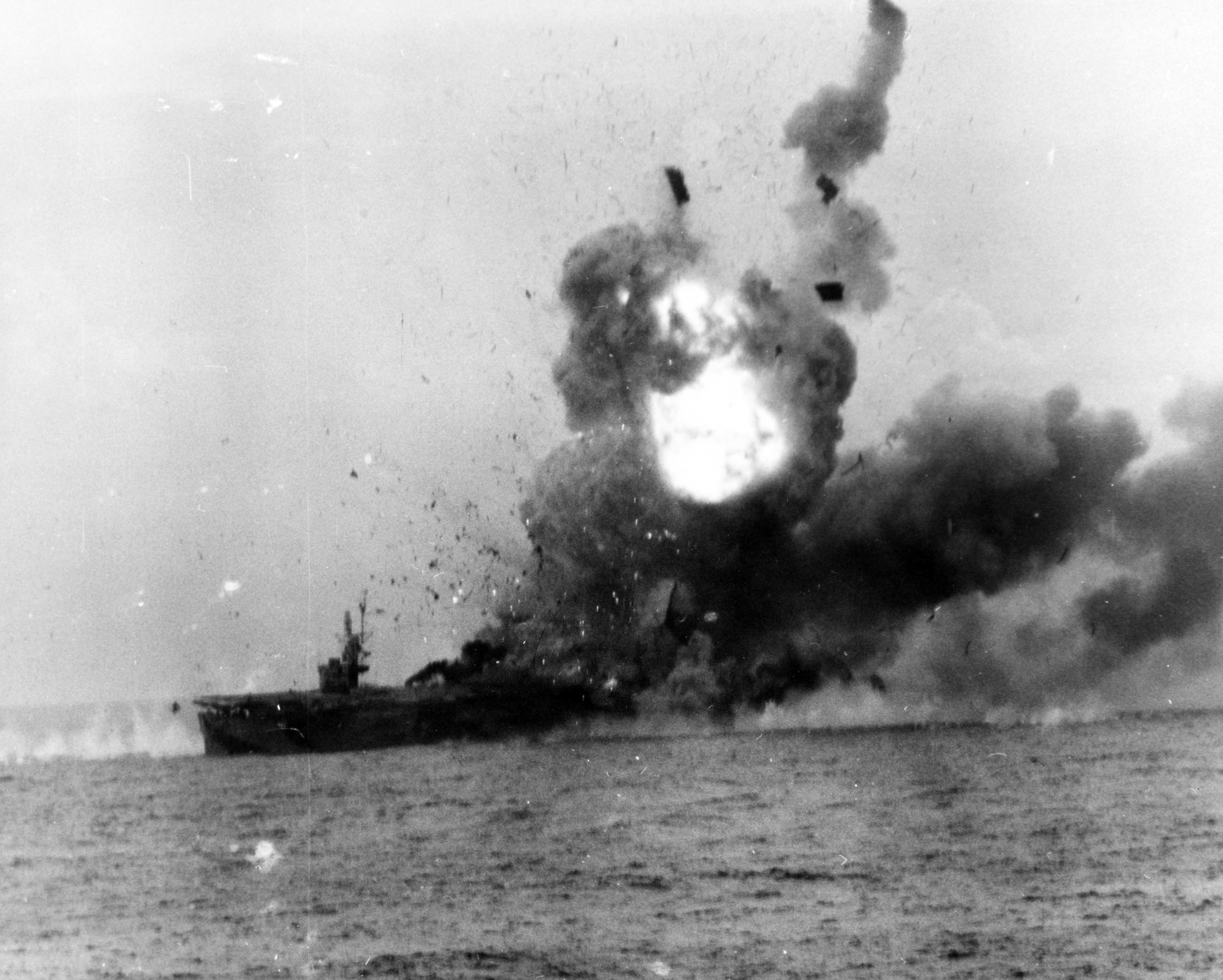
特攻機の命中で爆発する「セント・ロー」

10時47分に任務部隊は第1神風特別攻撃隊「敷島隊」の攻撃を受けた。40分にも及ぶ日本の特攻機による攻撃で「ファンショー・ベイ」を除く全ての護衛空母が被害を受け、「セント・ロー」は撃沈された。
10時51分に一機の零式艦上戦闘機が「セント・ロー」の飛行甲板に突入した。通説では関行男海軍大尉機とされているが、実際には「セント・ロー」に突入したのは編隊の4番機であり、隊長として先頭にいたはずの関大尉ではあり得ない（10時49分、空母「カリニン・ベイ」に突入した機が関大尉機とみられる）、と言われている。同機が搭載していた爆弾は飛行甲板を貫通して爆発、右舷格納庫甲板に火災を生じさせた。火災はガソリンに引火し、格納庫内の航空機の搭載魚雷および爆弾が誘爆したものも含め6度の爆発が生じた。「セント・ロー」は炎に包まれ、30分後に沈没した。
歴史家セス・パリドン (Seth Paridon) は、「セント・ロー」の元乗員オービル・ベットハード (Orville Bethard) のインタビューをもとに、「セント・ロー」の喪失について次のような記事を作成している。
「セント・ロー」の889人の乗組員の内143名が死亡または行方不明となり、生存者は駆逐艦「ヒーアマン (USS Heermann, DD-532) 」、護衛駆逐艦「ジョン・C・バトラー(USS John C. Butler, DE-339)」「レイモンド (USS Raymond, DE-341)」「デニス (USS Dennis, DE-405)」の4隻によって救助され、特に「デニス」は434名を救出し周囲を驚かせた。

## 受章等
「セント・ロー」はサマール沖海戦の戦功で殊勲部隊章を、第二次世界大戦の戦功で4つの従軍星章を受章した。
マッケンナ艦長は最後まで艦に留まり続け、その功績で海軍十字章を受章した。その後、1946年に就役した空母「キアサージ (USS Kearsarge, CV-33) 」の初代艦長に就任する。

## 残骸の発見
ポール・アレンが設立した財団の運用する無人調査艇「ペトレル」が2019年5月14日に「セント・ロー」の残骸をフィリピン海の海底4,736メートルの位置で発見、25日に調査を行った。船体の迷彩塗装や刻印された文字、損傷を受けた飛行甲板等がはっきりと確認できる状態である。